# Мартин, Стюарт
Стюарт Мартин (англ. Stuart Martin; род. 8 января 1986, Эр, Шотландия, Великобритания) — шотландский актёр.

## Биография
Стюарт Мартин родился 8 января 1986 в небольшом городке Эр в Шотландии. Посещал Королевскую консерваторию Шотландии, где изучал драматическое искусство.
Дебютировал в 2008 году. Прорывом для актёра стала роль Лоренцо Медичи в сериале «Медичи: Повелители Флоренции», вышедшем в 2016 году.
В 2020—2024 годах снимался в детективном телесериале «Мисс Скарлет и Герцог» в роли сыщика Уильяма Веллингтона по прозвищу «Герцог». После четырёх сезонов Мартин покинул шоу.
Большую известность ему принесли роли в проектах Зака Снайдера — в 2021 году Мартин снялся в комедийном приключенческом фильме «Армия воров» в роли преступника Брэда Кейджа, а в 2023—2024 сыграл роль охотника Дэна в фантастической дилогии «Мятежная Луна». Также в 2021 году стало известно, что Мартин озвучит роль Лейфа в мультсериале Снайдера «Сумерки богов», основанном на скандинавской мифологии. Мультсериал, в котором Мартин подарил свой голос одному из главных героев, вышел 19 сентября 2024 года на Netflix.

## Фильмография
| Год       |    | Русское название                 | Оригинальное название                  | Роль                         |
| --------- | -- | -------------------------------- | -------------------------------------- | ---------------------------- |
| 2009      | с  | Таггерт                          | Taggart                                | Джейми Рэви                  |
| 2010      | ф  | Робин Гуд                        | Robin Hood                             | гонец                        |
| 2011      | ф  | Поздние цветы                    | Late Bloomers                          | медбрат                      |
| 2012      | с  | Хэтфилды и Маккои                | Hatfields & McCoys                     | раненный солдат              |
| 2013      | с  | Поле крови                       | The Field of Blood                     | детектив-констебль Дэн Бёрнс |
| 2014      | с  | Игра престолов                   | Game of Thrones                        | солдат Ланнистеров           |
| 2015      | ф  | Строго на запад                  | Slow West                              | Каллум                       |
| 2015      | с  | Безмолвный свидетель             | Silent Witness                         | Джейсон Саймонс              |
| 2015      | с  | Пересекая черту                  | Crossing Lines                         | Люк Уилкинсон                |
| 2016      | с  | Медичи: Повелители Флоренции     | Medici: Masters of Florence            | Лоренцо Медичи               |
| 2017—2019 | с  | Джеймстаун                       | Jamestown                              | Сайлас Шерроу                |
| 2018      | ф  | Только ты                        | Only You                               | Шейн                         |
| 2019      | ф  | Наши дамы                        | Our Ladies                             | Терри Муни                   |
| 2020—2024 | с  | Мисс Скарлет и Герцог            | Miss Scarlet and The Duke              | Уильям «Герцог» Веллингтон   |
| 2021      | с  | Преступление                     | Crime                                  | Стюарт Леннокс               |
| 2021      | ф  | Армия воров                      | Army of Thieves                        | Брэд Кейдж                   |
| 2022      | ф  | Дампир                           | Dampyr                                 | капитан Эмиль Курьяк         |
| 2023      | ф  | Мятежная Луна: Дитя огня         | Rebel Moon — Part One: A Child of Fire | Дэн                          |
| 2024      | ф  | Мятежная Луна: Оставляющая шрамы | Rebel Moon – Part Two: The Scargiver   | Дэн                          |
| 2024      | мс | Сумерки богов                    | Twilight of the Gods                   | Лейф                         |